# Murakeresztúr
Murakeresztúr (horvátul Krstur vagy Kerestur, korábban Murski Krstur) község Zala vármegyében, a Nagykanizsai járásban. A településen polgárőrség működik.

## Fekvése
A Mura bal parti síkon, Zala vármegye és Magyarország délnyugati részén, a horvát-magyar határfolyóként folyó Mura mellett helyezkedik el. Nagykanizsától délnyugatra, közúton 16, vasúton (a Budapest–Murakeresztúr-vasútvonal mellett) 13 kilométerre. Nagykanizsával a 6833-as, Letenyével a 6835-ös út köti össze, központjába a kettő találkozási pontjától induló 68 115-ös számú mellékút vezet.
2019-ben a horvát kormány is arról döntött, hogy megépíthető a Murakeresztúr-Kotor közti közúti híd.

## Története
Első említése 1347-ből való Keresztur néven, amely a településen alapított bencés monostorra utalt. A 14. századi település ínséges körülmények között élt, és sűrűn pusztították.
A 16. századi apátságnak négy portája volt, amely birtoklásán a Széchyek és az apátság többször vitatkozott. Maga a falu az ínséges körülmények miatt nem sok jelentőséggel bírt, adót se fizettek.
A törökök először 1566-ban pusztították, felégették a falut, a lakosság a környező mocsaras vidékekre menekült. Korábban is állott várát megerősítették. Mindazonáltal a lakosság továbbra se tért vissza a településre. A törökök 1600-as támadása idején kiürítették a várát, és Kanizsa elestével így Keresztúr is a törökök kezére került. 1661-ben a falu szomszédságában épült fel Új-Zrínyivár, amely Zrínyi Miklós meghiúsult tervében Kanizsa visszafoglalását szolgálta volna.
A falu újratelepülése az 1690-es években indult meg, egyelőre elég lassan. Szintén ebben az időszakban jött létre Kollátszeg, Murakeresztúr községrésze, a korábbi halásztanyák helyén. Többször pusztította pestisjárvány, továbbá a Mura gyakori árvizei is nehezítették az életkörülményeket.
1720-ban Pirkli István légrádi plébános vált a még helyre nem állt apátság tulajdonosává, és Kollátszegre is kiterjesztette hatalmát. Az utóbbiba 1727-től folyamatosan költöztetett horvát telepeseket, s így az 1770-es évekre jelentős településsé válhatott Kollátszeg, ahol még majorság is működött.
Közben Keresztúr fejlődése lassabb volt. Az apátság 1737-re megszerveződött, és a település birtokosává vált. A jobbágyok korlátlan mennyiségben kellett robotoljanak az itteni földeken, viszont adót nem kellett fizetniük. A 19. század elején is folytatódott a település lassú gyarapodása, mindazonáltal továbbra is elég rosszak maradtak az életkörülmények. Közben, az 1820-as években Kollátszeg komoly szegényedésnek indult, és sok szegény inkább Keresztúrra költözött.
Az 1847-es határrendezés során a földelosztás a jobbágyok számára igen kedvezőtlenül alakult. Így 1848. április 25-én a parasztok eredménytelenül fellázadtak a földesuruk ellen, miután az erőszakkal elfoglalta a falu rétjeit. Egyébként csendesen zajlott le itt a szabadságharc, a horvát nyelvű lakosság nem támogatta Jelasics bán seregét.
A falu élete 1860-ban, amikor a Déli Vasúttársaság Pécs-Nagykanizsa vonalán vasútállomást kapott, rohamosan kezdett változni, fellendült a környező falvak felé való fuvarozás és kereskedelem. A lakosság pedig versengett az állami, nyugdíjjal járó állásokért.
1874-ben Kollátszeget Keresztúrhoz csatolták, ám bizonyos fokú önállósága továbbra is megmaradt. A létrejött község – a vasút komoly serkentése ellenében – azonban továbbra is elmaradottnak számított, sokan Somogyba jártak a majorságokon summás munkát végezni. A lakosság mintegy 90%-át érintő analfabetizmus csökkentése érdekében 1884-ben óvoda és új iskola épült, ahol két tanító is oktatott átvéve az apátság szerepét.
A trianoni békeszerződés idején a horvát lakosság is Magyarországhoz kötődött inkább, ám így is igen érzékenyen érintette a döntés, mivel sokakat rokoni és gazdasági szálak húztak a Szerb–Horvát–Szlovén Királysághoz juttatott muraközi és horvát területekhez. Átmeneti stagnálás után ismét nagyobb fejlődés jellemezte a községet. Vámhivatal nyílt, szövetkezeti bolt, posta, távíró- és távbeszélőközpont, több egyesület, háziorvos, állatorvos, valamint a Murakeresztúri Takarékpénztár központja működött. A földművelés továbbra is apró földeken történt, az állattenyésztés egyre jelentősebbé vált, de a kosárfonás is jellemző helyi szakma lett.
A második világháborút követően mind nemzetiségi település volta, mind határközeliségi és a rossz jugoszláv-magyar kapcsolatok rontottak a falu helyzetén, az 1960-as évekig komolyabb változás nem történt, pusztán lakossága fogyatkozott meg. 1962-ben új iskolát és óvodát kapott, és 1969-re épült ki a védműrendszer. 1970-ben épült újjá a Murán átívelő vasúti híd, amely a Jugoszlávia felé vezető (elsősorban teher-) vasúti forgalom egyik fontos vonalának részévé vált.
Az 1990-es években tovább nőtt az infrastruktúra, befejeződött az ivóvízhálózat kiépítése, kábeltelevízió- és szennyvízhálózat jött létre.

## Közélete

### Polgármesterei
- 1990–1994: Dr. Béli József (FKgP-Magyar…)[5][6]
- 1994–1998: Kassai József (független)[7]
- 1998–2002: Pávlicz Lajos (független)[8]
- 2002–2006: Pavlicz Lajos József (független)[9]
- 2006–2010: Pavlicz Lajos József (független)[10]
- 2010–2014: Pavlicz Lajos József (független)[11]
- 2014–2019: Pavlicz Lajos József (független)[12]
- 2019–2024: Polgár Róbert (független)[13]
- 2024– : Polgár Róbert (független)[1]

A községben általános iskola, óvoda, orvosi rendelő, fogorvosi rendelő, posta, rendőrség, vámhivatal, tűzoltóság és polgárőrség is működik, és foglalkoztatja a helybélieket.

## Gazdaság
A település kisebb központi jelleggel bír. Bútorgyár, kereskedőtársaság, illetve 54 egyéni vállalkozó üzemel a községben. 7 vendéglátó egységet, 9 vegyesboltot és néhány szolgáltatási egységet találni Murakeresztúron.
A turizmus kiépülőben van. Jelenleg egy panzió működik itt. Egyre több borospince látogatható utat engedve a kialakuló borturizmusnak.

## Népesség
A település népességének változása:
| Lakosok száma | 1741 | 1695 | 1635 | 1535 | 1528 | 1525 | 1511 |
|               | 2013 | 2014 | 2015 | 2021 | 2022 | 2023 | 2024 |

A 2011-es népszámlálás idején a nemzetiségi megoszlás a következő volt: magyar 71,8%, cigány 4,1%, horvát 23%, német 0,57%. A lakosok 78,5%-a római katolikusnak, 0,34% reformátusnak, 0,4% evangélikusnak, 2% felekezeten kívülinek vallotta magát (18,1% nem nyilatkozott).
2022-ben a lakosság 94,6%-a vallotta magát magyarnak, 20,7% horvátnak, 3% cigánynak, 0,9% németnek, 0,1-0,1% lengyelnek, görögnek, szlovénnek, örménynek, ukránnak és románnak, 1,1% egyéb, nem hazai nemzetiségűnek (4,8% nem nyilatkozott; a kettős identitások miatt a végösszeg nagyobb lehet 100%-nál). Vallásuk szerint 59,6% volt római katolikus, 0,6% református, 0,4% evangélikus, 0,7% egyéb keresztény, 1,4% egyéb katolikus, 5,8% felekezeten kívüli (31,5% nem válaszolt).

## Nevezetességei
- Zrínyi Miklós szobra
- Memento emlékmű